# Wildfrucht

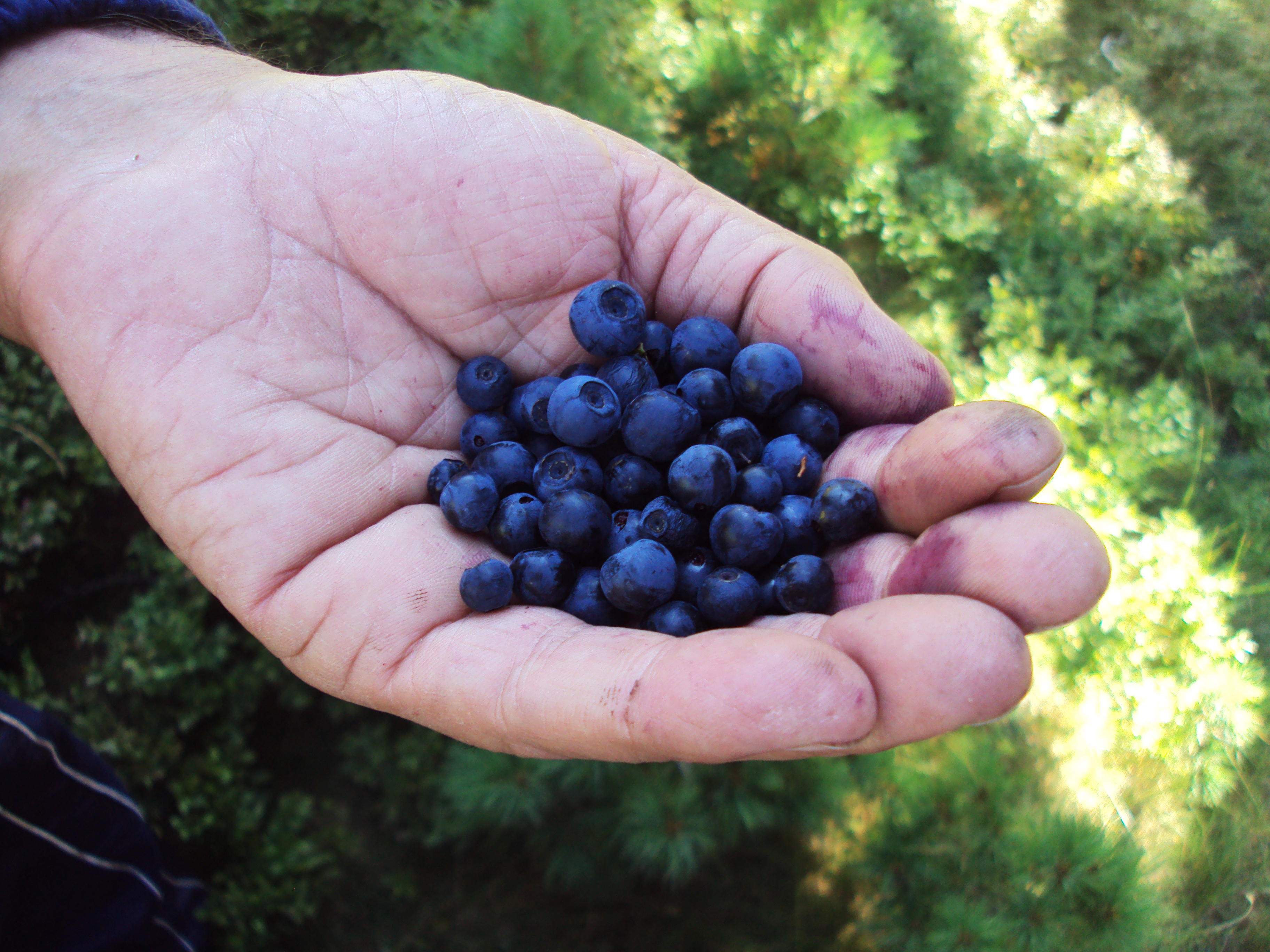
Wilde Heidelbeeren, gesammelt in den Bergen Kosovos

Eine Wildfrucht ist die essbare Frucht einer wild wachsenden Pflanze. Zu den europäischen Wildfrüchten zählen unter anderem Wald-Erdbeere, Himbeere, Brombeere, Heidelbeere (Blaubeere), Multbeere, Preiselbeere, Holunder, Hagebutte, Schlehe, Sanddorn, Kornelkirsche, „Wildapfel“, Buchecker, Marone (Esskastanie), Haselnuss. Einen ausführlicheren Überblick bietet die Liste von Wildfrüchten.

## Verarbeitung
Zur Herstellung von Wildfrucht-Marmeladen, -Konfitüren, -Gelees, -Bonbons und -Likören werden vorwiegend dunkle Beerensorten bevorzugt. Bei Früchtetees aus Wildfrucht-Mischungen spielen rote Wildfrüchte eine dominierende Rolle. Müsliriegel mit Wildbeeren enthalten in der Regel auch Nüsse. Bei Wildfrucht-Tierfutter ist der Anteil an Bucheckern, Nüssen und Kastanien bedeutend. Wildfrüchte werden auch zu Säften verarbeitet.